# Prix Hugo de la meilleure nouvelle longue
Ne doit pas être confondu avec Prix Hugo de la meilleure nouvelle courte.
Le prix Hugo de la meilleure nouvelle longue (Hugo Award for Best Novelette) est un prix littéraire américain décerné chaque année depuis 1955 par les membres de la World Science Fiction Society. Il récompense les œuvres de science-fiction et de fantasy comptant entre 7 500 et 17 500 mots publiées pendant l'année calendaire précédente.
Le prix Retro Hugo de la meilleure nouvelle longue est attribué 50, 75 ou 100 ans après une année où la Convention mondiale de science-fiction (Worldcon) n'a pas décerné de prix.

## Palmarès
Note : l'année indiquée est celle de la cérémonie, récompensant les nouvelles sorties au cours de l'année précédente. Les gagnants sont cités en premier, suivis par les autres œuvres nommées, classées par ordre d'arrivée dans les votes.
Sauf indication contraire ou complémentaire, les informations mentionnées dans cette section proviennent des sites web du prix Hugo, de la Science Fiction Awards Database et de la New England Science Fiction Association.

### Années 1930

#### 1939
Le prix a été décerné en 2014 dans le cadre des prix Retro Hugo.

Rule 18 (en) par Clifford D. Simak
- Les Pigeons de l'enfer (en) (Pigeons From Hell) par Robert E. Howard
- La Femme-garou (Werewoman) par Catherine Lucille Moore
- Hollywood on the Moon par Henry Kuttner
- Suicide (Dead Knowledge) par John W. Campbell (sous le nom de Don A. Stuart)

### Années 1940
| Sommaire : | - Haut - 1941 - 1943 - 1944 - 1945 - 1946 |

#### 1941
Le prix a été décerné en 2016 dans le cadre des prix Retro Hugo.

Les routes doivent rouler (The Roads Must Roll) par Robert A. Heinlein
- Il arrive que ça saute (Blowups Happen) par Robert A. Heinlein
- Ça (en) (It!) par Theodore Sturgeon
- Farewell to the Master par Harry Bates (en)
- Le Caveau de la bête (en) (Vault of the Beast) par A. E. van Vogt

#### 1943
Le prix a été décerné en 2018 dans le cadre des prix Retro Hugo.

Les Encyclopédistes (Foundation) par Isaac Asimov
- The Weapon Shop (en) par A. E. van Vogt
- There Shall Be Darkness par Catherine Lucille Moore
- Mitkey (The Star Mouse) par Fredric Brown
- Les Maires (Bridle and Saddle) par Isaac Asimov
- La Création a pris huit jours  (Goldfish Bowl) par Robert A. Heinlein (sous le nom de Anson MacDonald)

#### 1944
Le prix a été décerné en 2019 dans le cadre des prix Retro Hugo.

Tout smouales étaient les Borogoves (Mimsy Were the Borogoves) par Henry Kuttner et Catherine Lucille Moore (sous le nom de Lewis Padgett)
- Thieves’ House par Fritz Leiber
- Citadel of Lost Ships par Leigh Brackett
- Les Merveilles des sept mondes (The Halfling) par Leigh Brackett
- Le Robot vaniteux (The Proud Robot) par Henry Kuttner (sous le nom de Lewis Padgett)
- Symbiotica par Eric Frank Russell

#### 1945
Le prix a été décerné en 2020 dans le cadre des prix Retro Hugo.

La Ville (City) par Clifford D. Simak
- Aucune femme au monde… (No Woman Born) par Catherine Lucille Moore
- Arène (Arena) par Fredric Brown
- Point de rupture (When the Bough Breaks) par Henry Kuttner et Catherine Lucille Moore (sous le nom de Lewis Padgett)
- Les Princes Marchands (The Big and the Little) par Isaac Asimov
- L'Heure des enfants (The Children’s Hour) par Catherine Lucille Moore (sous le nom de Lawrence O’Donnell)

#### 1946
Le prix a été décerné en 1996 dans le cadre des prix Retro Hugo.

Premier contact (en) (First Contact) par Murray Leinster
- Anarchie dans le ciel (Pi in the Sky) par Fredric Brown
- Entre tes mains (Into Thy Hands) par Lester del Rey
- Mission stellaire (The Mixed Men) par A. E. van Vogt
- The Piper's Son par Henry Kuttner et Catherine Lucille Moore (sous le nom de Lewis Padgett)

### Années 1950
| Sommaire : | - Haut - 1951 - 1954 - 1955 - 1956 - 1958 - 1959 |

#### 1951
Le prix a été décerné en 2001 dans le cadre des prix Retro Hugo.

La Petite Sacoche noire (The Little Black Bag) par Cyril M. Kornbluth
- Les Sondeurs vivent en vain (en) (Scanners Live in Vain) par Cordwainer Smith
- La Main tendue (The Helping Hand) par Poul Anderson
- Okie par James Blish
- Cher Démon (Dear Devil) par Eric Frank Russell

#### 1954
Le prix a été décerné en 2004 dans le cadre des prix Retro Hugo.

La Terre est une idée (Earthman, Come Home) par James Blish
- Nouveau Modèle (Second Variety) par Philip K. Dick
- The Adventure of the Misplaced Hound par Poul Anderson
- Sam Hall (en) par Poul Anderson
- The Wall Around the World (en) par Theodore Cogswell

#### 1955
L'Intrus (The Darfsteller) par Walter M. Miller, Jr.

#### 1956
Les Meilleurs Amis de l'homme (en) (Exploration Team) par Murray Leinster
- A Gun for Dinosaur (en) par Lyon Sprague de Camp
- Brightside Crossing par Alan E. Nourse
- Home There's No Returning par Henry Kuttner et Catherine Lucille Moore
- Legwork par Eric Frank Russell
- The Assistant Self par F. L. Wallace (en)
- The End of Summer par Algis Budrys
- Who? par Theodore Sturgeon

#### 1958
La Guerre des modifications (The Big Time) par Fritz Leiber (romans et nouvelles concourent dans la même catégorie)

#### 1959
La Grande Cour de devant (en) (The Big Front Yard) par Clifford D. Simak
- Unwillingly to School par Pauline Ashwell (en)
- L'Enchaîné (Captivity) par Zenna Henderson
- Écumeurs des mers (Shark Ship) par Cyril M. Kornbluth
- Pavane pour les filles-fantômes (A Deskful of Girls) par Fritz Leiber
- Second Game par Katherine MacLean et Charles V. De Vet
- Rat in the Skull par Rog Phillips
- Les Faiseurs de miracles (The Miracle-Workers) par Jack Vance

### Années 1960
| Sommaire : | - Haut - 1967 - 1968 - 1969 |

#### 1967
Le Dernier Château (The Last Castle) par Jack Vance
- Call Him Lord par Gordon R. Dickson
- Apology to Inky par Robert M. Green, Jr.
- The Alchemist par Charles L. Harness
- An Ornament to His Profession par Charles L. Harness
- The Eskimo Invasion par Hayden Howard
- Le Manoir des roses (The Manor of Roses) par Thomas Burnett Swann
- Le temps d'un souffle, je m'attarde (For a Breath I Tarry) par Roger Zelazny
- En cet instant de la tempête (This Moment of the Storm) par Roger Zelazny

#### 1968
En poussant les osselets (en) (Gonna Roll the Bones) par Fritz Leiber
- Wizard's World par Andre Norton
- La Foi de nos pères (Faith of Our Fathers) par Philip K. Dick
- La Machine aux yeux bleus (Pretty Maggie Moneyeyes) par Harlan Ellison

#### 1969
Le Partage de la chair (en) (The Sharing of Flesh) par Poul Anderson
- La Tour des damnés (Total Environment) par Brian Aldiss
- Université galactique (Getting Through University) par Piers Anthony
- Pastorale pour une Terre qui meurt (Mother to the World) par Richard Wilson

### Années 1970
| Sommaire : | - Haut - 1973 - 1974 - 1975 - 1976 - 1977 - 1978 - 1979 |

#### 1973
Le Chant du barde (en) (Goat Song) par Poul Anderson
- Mécène (Patron of the Arts) par William Rotsler
- Basilic (Basilisk) par Harlan Ellison
- Un royaume en bord de mer (A Kingdom by the Sea) par Gardner R. Dozois
- En épargnant la douleur (Painwise) par James Tiptree, Jr.

#### 1974
L'Oiseau de mort (The Deathbird) par Harlan Ellison
- De brume, d'herbe et de sable (Of Mist, and Grass, and Sand) par Vonda McIntyre
- Le plan est l'amour, le plan est la mort (Love Is the Plan the Plan Is Death) par James Tiptree, Jr.
- La Ville sur le sable (The City on the Sand) par George Alec Effinger
- He Fell into a Dark Hole (en) par Jerry Pournelle

#### 1975
À la dérive au large des ilôts de Langerhans Lat. 38°54' N, Long. 77°00'13" W (en) (Adrift Just Off the Islets of Langerhans: Latitude 38° 54' N, Longitude 77° 00' 13" W) par Harlan Ellison
- Pour que tu t'y intéresses (—That Thou Art Mindful of Him!) par Isaac Asimov
- Minuit à la montre de Morphy (Midnight by the Morphy Watch) par Fritz Leiber
- Après le temps-du-rêve (After the Dreamtime) par Richard A. Lupoff
- Extreme Prejudice par Jerry Pournelle
- Nix Olympica par William Walling
- A Brother to Dragons, a Companion of Owls par Kate Wilhelm

#### 1976
The Borderland of Sol (en) par Larry Niven
- La Nouvelle Atlantide (The New Atlantis) par Ursula K. Le Guin
- Sept fois, sept fois l'homme, jamais ! (And Seven Times Never Kill Man) par George R. R. Martin
- San Diego Lightfoot Sue (en) par Tom Reamy
- Tinker par Jerry Pournelle

#### 1977
L'Homme bicentenaire (The Bicentennial Man) par Isaac Asimov
- Le Journal de la rose (The Diary of the Rose) par Ursula K. Le Guin
- Dansez, chantez (Gotta Sing, Gotta Dance) par John Varley
- Le Fantôme du Kansas (The Phantom of Kansas) par John Varley

#### 1978
Les Yeux d'ambre (Eyes of Amber) par Joan D. Vinge
- La Stratégie Ender (Ender's Game) par Orson Scott Card
- Comme des mouches (The Screwfly Solution) par James Tiptree, Jr. (sous le nom de Raccoona Sheldon)
- Prismatica par Samuel R. Delany
- The Ninth Symphony of Ludwig van Beethoven and Other Lost Songs (en) par Carter Scholz (en)

#### 1979
Hunter's Moon par Poul Anderson
- Mikal's Songbird par Orson Scott Card
- L'Homme sans idées (en) (The Man Who Had No Idea) par Thomas M. Disch
- Devil You Don't Know (en) par Dean Ing (en)
- Barbie tuerie (en) (The Barbie Murders) par John Varley

### Années 1980
| Sommaire : | - Haut - 1980 - 1981 - 1982 - 1983 - 1984 - 1985 - 1986 - 1987 - 1988 - 1989 |

#### 1980
Les Rois des sables (Sandkings) par George R. R. Martin
- Homecoming par Barry B. Longyear
- The Locusts par Larry Niven et Steven Barnes
- Flots de feu (Fireflood) par Vonda McIntyre
- Options (Options) par John Varley
- Et j'erre solitaire et pâle (Palely Loitering) par Christopher Priest

#### 1981
La Résistance (en) (The Cloak and the Staff) par Gordon R. Dickson
- Savage Planet par Barry B. Longyear
- Beatnik Bayou (Beatnik Bayou) par John Varley
- Les Êtres magnifiques (The Lordly Ones) par Keith Roberts
- The Autopsy par Michael Shea
- Les Vilains Poulets (The Ugly Chickens) par Howard Waldrop

#### 1982
Les licornes sont contagieuses (Unicorn Variation) par Roger Zelazny
- Gardiens (Guardians) par George R. R. Martin
- En chevauchant les courants thermiques (The Thermals of August) par Edward Bryant
- The Fire When It Comes par Parke Godwin
- Retour à la vie (The Quickening) par Michael Bishop

#### 1983
Les Veilleurs du feu (en) (Fire Watch) par Connie Willis
- Nightlife par Phyllis Eisenstein
- Pawn's Gambit par Timothy Zahn
- Aquila par S. P. Somtow
- L'Essaim (en) (Swarm) par Bruce Sterling

#### 1984
Le Chant des leucocytes (Blood Music) par Greg Bear
- Le Régime du singe (The Monkey Treatment) par George R. R. Martin
- Le Sidon dans le miroir (The Sidon in the Mirror) par Connie Willis
- Les Oiseaux lents (Slow Birds) par Ian Watson
- L'Air noir (Black Air) par Kim Stanley Robinson

#### 1985
Enfants de sang (Bloodchild) par Octavia E. Butler
- L'Homme qui peignit le dragon Griaule (The Man Who Painted the Dragon Griaule) par Lucius Shepard
- Return to the Fold par Timothy Zahn
- La Lune bleue (Blued Moon) par Connie Willis
- Silicon Muse par Hilbert Schenck (en)
- The Weigher par Eric Vinicoff et Marcia Martin
- Le Lucky Strike (The Lucky Strike) par Kim Stanley Robinson

#### 1986
Le Paladin de l'heure perdue (Paladin of the Lost Hour) par Harlan Ellison
- Portrait de famille (Portraits of His Children) par George R. R. Martin
- The Fringe (en) par Orson Scott Card
- A Gift from the GrayLanders par Michael Bishop
- Duel aérien (Dog fight) par Michael Swanwick et William Gibson

#### 1987
Permafrost (en) (Permafrost) par Roger Zelazny
- Thor contre Captain America (en) (Thor Meets Captain America) par David Brin
- Le Marché d'hiver (en) (The Winter Market) par William Gibson
- Hatrack River par Orson Scott Card
- The Barbarian Princess par Vernor Vinge

#### 1988
Petites bufflesses, voulez-vous sortir ce soir ? (en) (Buffalo Gals, Won't You Come Out Tonight) par Ursula K. Le Guin
- Rachel amoureuse (en) (Rachel in Love) par Pat Murphy
- Dinosaures (Dinosaurs) par Walter Jon Williams
- Flowers of Edo par Bruce Sterling
- Dream Baby par Bruce McAllister

#### 1989
Le Chat de Schrödinger (en) (Schrödinger's Kitten) par George Alec Effinger
- Peaches for Mad Molly par Steven Gould
- Do Ya, Do Ya, Wanna Dance? par Howard Waldrop
- The Function of Dream Sleep (en) par Harlan Ellison
- Le Lupanar ambulant de Ginny Hanches-de-Velours (Ginny Sweethips' Flying Circus) par Neal Barrett Jr. (en)

### Années 1990
| Sommaire : | - Haut - 1990 - 1991 - 1992 - 1993 - 1994 - 1995 - 1996 - 1997 - 1998 - 1999 |

#### 1990
Entre un soldat, puis un autre (Enter a Soldier. Later: Enter Another) par Robert Silverberg
- Toucher le ciel (For I Have Touched the Sky) par Mike Resnick
- Everything But Honor par George Alec Effinger
- Au Rialto (At the Rialto) par Connie Willis
- The Price of Oranges par Nancy Kress
- Trottecaniche (en) (Dogwalker) par Orson Scott Card

#### 1991
La Manamouki (The Manamouki) par Mike Resnick
- La Route de Stockholm (en) (A Braver Thing) par Charles Sheffield
- La Tour de Babylone (en) (Tower of Babylon) par Ted Chiang
- The Coon Rolled Down and Ruptured His Larinks, A Squeezed Novel by Mr. Skunk (en) par Dafydd ab Hugh (en)
- Over the Long Haul par Martha Soukup

#### 1992
Un sujet en or (Gold) par Isaac Asimov
- Dispatches from the Revolution par Pat Cadigan
- Miracle par Connie Willis
- Fin de Cyclé par Howard Waldrop
- Comprends (Understand) par Ted Chiang

#### 1993
La Révolution des casse-noisettes (en) (The Nutcracker Coup) par Janet Kagan (en)
- Danny Goes to Mars par Pamela Sargent
- True Faces par Pat Cadigan
- Suppose They Gave a Peace... par Susan Shwartz (en)
- In the Stone House par Barry N. Malzberg

#### 1994
Georgia on My Mind (en) par Charles Sheffield
- Danse aérienne (Dancing on Air) par Nancy Kress
- L'Ombre le sait (The Shadow Knows) par Terry Bisson
- Deep Eddy par Bruce Sterling
- The Franchise par John Kessel

#### 1995
L'Enfant de Mars (en) (The Martian Child) par David Gerrold
- Cocon (Cocoon) par Greg Egan
- De vagues connaissances (A Little Knowledge) par Mike Resnick
- Solitude (Solitude) par Ursula K. Le Guin
- Les Habitudes singulières des guêpes (The Singular Habits of Wasps) par Geoffrey Landis
- La Question de Seggri (en) (The Matter of Seggri) par Ursula K. Le Guin

#### 1996
À l'image des dinosaures (en) (Think Like a Dinosaur) par James Patrick Kelly
- Quand meurent les vieux dieux (When the Old Gods Die) par Mike Resnick
- The Good Rat par Allen Steele
- Must and Shall par Harry Turtledove
- Radieux (Luminous) par Greg Egan
- Lama (en) (TAP) par Greg Egan

#### 1997
Le Réparateur de bicyclettes (en) (Bicycle Repairman) par Bruce Sterling
- À l'est d'Éden (The Land of Nod) par Mike Resnick
- Coutumes montagnardes (Mountain Ways) par Ursula K. Le Guin
- Beauty and the Opéra or The Phantom Beast par Suzy McKee Charnas
- Age of Aquarius par William Barton

#### 1998
We Will Drink a Fish Together... par Bill Johnson (en)
- Trois audiences sur l'existence de serpents dans le système sanguin humain (Three Hearings on the Existence of Snakes in the Human Bloodstream) par James Alan Gardner (en)
- Lune Six (en) (Moon Six) par Stephen Baxter
- Broken Symmetry par Michael A. Burstein (en)
- The Undiscovered (en) par William Sanders (en)

#### 1999
Taklimakan (en) (Taklamakan) par Bruce Sterling
- Echea (Echea) par Kristine Kathryn Rusch
- Zwarte Piet's Tale par Allen Steele
- Steamship Soldier on the Information Front par Nancy Kress
- La Plongée de Planck (en) (The Planck Dive) par Greg Egan
- Time Gypsy par Ellen Klages
- Divisé par l'infini (Divided by Infinity) par Robert Charles Wilson

### Années 2000
| Sommaire : | - Haut - 2000 - 2001 - 2002 - 2003 - 2004 - 2005 - 2006 - 2007 - 2008 - 2009 |

#### 2000
10^16 to 1 (en) par James Patrick Kelly
- Stellar Harvest par Eleanor Arnason
- Gardes-frontières (Border Guards) par Greg Egan
- The Secret History of the Ornithopter par Jan Lars Jensen (en)
- Fossil Games par Tom Purdom
- La Viandeuse (The Chop Girl) par Ian R. MacLeod

#### 2001
Millennium Babies par Kristine Kathryn Rusch
- On the Orion Line par Stephen Baxter
- Agape Among the Robots par Allen Steele
- Generation Gap par Stanley Schmidt (en)
- Redchapel par Mike Resnick

#### 2002
L'Enfer, quand Dieu n'est pas présent (en) (Hell Is the Absence of God) par Ted Chiang
- The Days Between par Allen Steele
- Annulé (Undone) par James Patrick Kelly
- Lobsters par Charles Stross
- The Return of Spring par Shane Tourtellotte

#### 2003
Vie lente (en) (Slow Life) par Michael Swanwick
- La Fille feu follet (The Wild Girls) par Ursula K. Le Guin
- Halo par Charles Stross
- Presence par Maureen F. McHugh
- Madonna of the Maquiladora par Gregory Frost

#### 2004
Les Légions du temps (en) (Legions in Time) par Michael Swanwick
- L'Empire de la crème glacée (The Empire of Ice Cream) par Jeffrey Ford
- Nightfall par Charles Stross
- Into the Gardens of Sweet Night par Jay Lake
- Bernardo's House par James Patrick Kelly
- Hexagons par Robert Reed

#### 2005
Le Sac à main féerique (en) (The Faery Handbag) par Kelly Link
- The Clapping Hands of God par Michael F. Flynn
- Gens du sable et de la poussière (en) (The People of Sand and Slag) par Paolo Bacigalupi
- Biographical Notes to 'A Discourse on the Nature of Causality, with Airplanes', by Benjamin Rosenbaum par Benjamin Rosenbaum (en)
- The Voluntary State par Christopher Rowe

#### 2006
Two Hearts par Peter S. Beagle
- L'Homme des calories (The Calorie Man) par Paolo Bacigalupi
- Téléabsence (TelePresence) par Michael A. Burstein (en)
- Les Robots (en) (I, Robot) par Cory Doctorow
- The King of Where-I-Go par Howard Waldrop

#### 2007
L'Épouse du djinn (The Djinn's Wife) par Ian McDonald
- La Jolie Fille de Pol Pot (Pol Pot's Beautiful Daughter) par Geoff Ryman
- Dawn, and Sunset, and the Colours of the Earth par Michael F. Flynn
- All the Things You Are par Mike Resnick
- Le Yellow Card (en) (Yellow Card Man) par Paolo Bacigalupi

#### 2008
Le Marchand et la Porte de l'alchimiste (The Merchant and the Alchemist's Gate) par Ted Chiang
- The Cambist and Lord Iron: A Fairy Tale of Economics (en) par Daniel Abraham
- Les Entiers sombres (Dark Integers) par Greg Egan
- Gloire (Glory) par Greg Egan
- Finisterra par David Moles (en)

#### 2009
L'Éclosion des Shoggoths (en) (Shoggoths in Bloom) par Elizabeth Bear
- Orgueil et Prométhée (Pride and Prometheus) par John Kessel
- The Ray-Gun: A Love Story (en) par James Alan Gardner (en)
- The Gambler (en) par Paolo Bacigalupi
- Le Bazar aux merveilles d'Alastair Baffle (Alastair Baffle's Emporium of Wonders) par Mike Resnick

### Années 2010
| Sommaire : | - Haut - 2010 - 2011 - 2012 - 2013 - 2014 - 2015 - 2016 - 2017 - 2018 - 2019 |

#### 2010
L'Île (The Island) par Peter Watts
- Quelques heures sup' (Overtime) par Charles Stross
- Eros, Philia, Agape par Rachel Swirsky (en)
- It Takes Two par Nicola Griffith
- One of Our Bastards is Missing par Paul Cornell
- Masques (en) (Sinner, Baker, Fabulist, Priest; Red Mask, Black Mask, Gentleman, Beast) par Eugie Foster

#### 2011
The Emperor of Mars par Allen Steele
- Eight Miles par Sean McMullen
- Plus or Minus par James Patrick Kelly
- That Leviathan, Whom Thou Hast Made par Eric James Stone (en)
- Quand l'ombre se répand sur la maison Jaguar (The Jaguar House, in Shadow) par Aliette de Bodard

#### 2012
Six mois, trois jours (en) (Six Months, Three Days) par Charlie Jane Anders
- Ray of Light par Brad R. Torgersen (en)
- The Copenhagen Interpretation par Paul Cornell
- Ce que nous avons trouvé (en) (What We Found) par Geoff Ryman
- Fields of Gold (en) par Rachel Swirsky (en)

#### 2013
The Girl-Thing Who Went Out for Sushi (en) par Pat Cadigan
- In Sea-Salt Tears par Seanan McGuire
- Fade to White par Catherynne M. Valente
- Rat-Catcher par Seanan McGuire
- The Boy Who Cast No Shadow par Thomas Olde Heuvelt

#### 2014
La Lady Astronaute de Mars (The Lady Astronaut of Mars) par Mary Robinette Kowal
- La Vérité du fait, la Vérité de l'émotion (The Truth of Fact, the Truth of Feeling) par Ted Chiang
- The Waiting Stars par Aliette de Bodard
- The Exchange Officers par Brad Torgersen (en)
- Opera Vita Aeterna par Vox Day (en)

#### 2015
The Day The World Turned Upside Down par Thomas Olde Heuvelt (traduction de De vis in de fles par Lia Belt)
- The Triple Sun: A Golden Age Tale par Rajnar Vajra
- Ashes to Ashes, Dust to Dust, Earth to Alluvium par Gray Rinehart
- The Journeyman: In the Stone House par Michael F. Flynn
- Championship B’tok par Edward M. Lerner (en)

#### 2016
Pékin origami (en) (Folding Beijing) par Hao Jingfang (traduction de 北京折叠 par Ken Liu)
- And You Shall Know Her by the Trail of Dead par Brooke Bolander (en)
- Nécro (Obits) par Stephen King
- Flashpoint: Titan par Cheah Kai Wai
- What Price Humanity? par David VanDyke

#### 2017
The Tomato Thief (en) par Ursula Vernon
- You'll Surely Drown Here If You Stay par Alyssa Wong (en)
- Voyage avec l'extraterrestre (Touring with the Alien) par Carolyn Ives Gilman
- The Jewel and Her Lapidary par Fran Wilde (en)
- The Art of Space Travel par Nina Allan
- Alien Stripper Boned from Behind by the T-Rex par Stix Hiscock

#### 2018
La Vie secrète des bots (The Secret Life of Bots) par Suzanne Palmer (en)
- Wind Will Rove par Sarah Pinsker
- Steaks en série (en) (A Series of Steaks) par Vina Jie-Min Prasad (en)
- Extracurricular Activities par Yoon Ha Lee
- Children of Thorns, Children of Water par Aliette de Bodard
- Small Changes Over Long Periods of Time (en) par K. M. Szpara

#### 2019
If at First You Don't Succeed, Try, Try Again (en) par Zen Cho (en)
- The Last Banquet of Temporal Confections (en) par Tina Connolly (en)
- The Thing About Ghost Stories (en) par Naomi Kritzer (en)
- Les Neuf Derniers Jours sur Terre (Nine Last Days on Planet Earth) par Daryl Gregory
- The Only Harmless Great Thing (en) par Brooke Bolander (en)
- When We Were Starless par Simone Heller

### Années 2020
| Sommaire : | - Haut - 2020 - 2021 - 2022 - 2023 - 2024 - 2025 |

#### 2020
Emergency Skin par N. K. Jemisin
- Omphalos (Omphalos) par Ted Chiang
- Away with the Wolves par Sarah Gailey (en)
- For He Can Creep par Siobhan Carroll
- The Blur in the Corner of Your Eye par Sarah Pinsker
- The Archronology of Love par Caroline M. Yoachim (en)

#### 2021
Deux vérités, un mensonge (Two Truths and a Lie) par Sarah Pinsker
- The Inaccessibility of Heaven par Aliette de Bodard
- Monster par Naomi Kritzer (en)
- La Pilule (The Pill) par Meg Elison
- Helicopter Story par Isabel Fall
- Burn or the Episodic Life of Sam Wells as a Super par A. T. Greenblatt (en)

#### 2022
Les Bots de l’arche perdue (Bots of the Lost Ark) par Suzanne Palmer (en)
- Unseelie Brothers, Ltd. par Fran Wilde (en)
- Colors of the Immortal Palette par Caroline M. Yoachim (en)
- That Story Isn’t the Story par John Wiswell (en)
- L’Esprit de L’Escalier par Catherynne M. Valente
- O2 Arena par Oghenechovwe Donald Ekpeki (en)

#### 2023
The Space-Time Painter par Hai Ya
- If You Find Yourself Speaking to God, Address God with the Informal You par John Chu (en)
- A Dream of Electric Mothers par Wole Talabi (en)
- We Built This City par Marie Vibbert (en)
- Murder by Pixel: Crime and Responsibility in the Digital Darkness par S. L. Huang
- The Difference Between Love and Time par Catherynne M. Valente

#### 2024
The Year Without Sunshine par Naomi Kritzer (en)
- One Man’s Treasure par Sarah Pinsker
- Ivy, Angelica, Bay par C. L. Polk (en)
- On the Fox Roads par Nghi Vo
- I AM AI par Ai Jiang (en)
- Introduction to 2181 Overture, Second Edition par Gu Shi (traduction de 《2181序曲》再版导言 par Emily Jen)

#### 2025
The Four Sisters Overlooking the Sea par Naomi Kritzer (en)
- The Brotherhood of Montague St. Video par Thomas Ha
- Lac des Âmes (Lake of Souls) par Ann Leckie
- By Salt, by Sea, by Light of Stars par Premee Mohamed (en)
- Signs of Life par Sarah Pinsker
- Loneliness Universe par Eugenia Triantafyllou

## Statistiques
De 1955 à 2025, 60 prix Hugo de la meilleure nouvelle longue ont été remis lors des 60 cérémonies. 8 Retro Hugo du meilleur roman court ont également été décernés lors des 8 cérémonies qui ont eu lieu. Au total, il y a eu 69 récipiendaires car une nouvelle longue récompensée a été coécrite par deux auteurs.

### Par auteurs
Les plus récompensés
- 3 prix : Poul Anderson, Isaac Asimov, Harlan Ellison et Clifford D. Simak
- 2 prix : Ted Chiang, James Patrick Kelly, Naomi Kritzer (en), Murray Leinster, Suzanne Palmer (en), Bruce Sterling, Michael Swanwick, Roger Zelazny

Les plus nommés
- 8 nominations : Catherine Lucille Moore, Mike Resnick
- 7 nominations : Greg Egan, Ursula K. Le Guin
- 6 nominations : Poul Anderson, Isaac Asimov, Ted Chiang, Harlan Ellison
- 5 nominations : Orson Scott Card, James Patrick Kelly, Henry Kuttner, Fritz Leiber, George R. R. Martin, Allen Steele, Bruce Sterling, John Varley, Connie Willis
- 4 nominations : Paolo Bacigalupi, Naomi Kritzer (en), Sarah Pinsker, Charles Stross, Howard Waldrop, Roger Zelazny

### Par pays
- 62 prix : États-Unis
- 2 prix : Royaume-Uni
- 2 prix : Chine
- 1 prix : Canada, Malaisie, Pays-Bas